# تعداد الولايات المتحدة 1950
تعداد الولايات المتحدة 1950 كان التعداد السابع عشر للسكان يجرى في الولايات المتحدة. تم إجراء التعداد في 1 أبريل 1950. تم تقدير العدد الكلي للسكان بحوالي 150,520,798 بزيادة 14.5% عن التعداد السابق في عام 1940.

## وصلات خارجية
- بيانات تاريخية لتعداد سكان الولايات المتحدة